# Kenny Otigba
Kenneth Karim Otigba (Kaduna, 29 agosto 1992) è un calciatore nigeriano naturalizzato ungherese, difensore del Vasas.

## Biografia
Nato in Nigeria, nel 2000 si è trasferito a Siófok in Ungheria naturalizzandosi.

## Carriera

### Club
Dopo aver militato in vari settori giovanili tra Nigeria e Ungheria, nel 2008 all'età di 16 anni si trasferisce nei Paesi Bassi per giocare nell'Heerenveen. Debutta in prima squadra il 16 dicembre 2012 in Utrecht-Heerenveen 3-1 subentrando a Christian Kum al minuto 85. In quella stagione gioca, in totale, 4 partite, compresa la gara di play-off con l'Utrecht.
Nella stagione successiva è già titolare.

### Nazionale
Otigba ha scelto di giocare a livello giovanile per la nazionale ungherese. Debutta nell'Under-17 il 22 dicembre 2018 contro la Georgia, gara valida per le qualificazioni all'europeo di categoria.

## Statistiche

### Cronologia presenze e reti in nazionale
| Cronologia completa delle presenze e delle reti in nazionale ― Ungheria | Cronologia completa delle presenze e delle reti in nazionale ― Ungheria | Cronologia completa delle presenze e delle reti in nazionale ― Ungheria | Cronologia completa delle presenze e delle reti in nazionale ― Ungheria | Cronologia completa delle presenze e delle reti in nazionale ― Ungheria | Cronologia completa delle presenze e delle reti in nazionale ― Ungheria | Cronologia completa delle presenze e delle reti in nazionale ― Ungheria | Cronologia completa delle presenze e delle reti in nazionale ― Ungheria |
| Data                                                                    | Città                                                                   | In casa                                                                 | Risultato                                                               | Ospiti                                                                  | Competizione                                                            | Reti                                                                    | Note                                                                    |
| ----------------------------------------------------------------------- | ----------------------------------------------------------------------- | ----------------------------------------------------------------------- | ----------------------------------------------------------------------- | ----------------------------------------------------------------------- | ----------------------------------------------------------------------- | ----------------------------------------------------------------------- | ----------------------------------------------------------------------- |
| 23-3-2018                                                               | Budapest                                                                | Ungheria                                                                | 2 – 3                                                                   | Kazakistan                                                              | Amichevole                                                              | -                                                                       | 54’                                                                     |
| 27-3-2018                                                               | Budapest                                                                | Ungheria                                                                | 0 – 1                                                                   | Scozia                                                                  | Amichevole                                                              | -                                                                       | 90+1’                                                                   |
| Totale                                                                  |                                                                         | Presenze                                                                | 2                                                                       |                                                                         | Reti                                                                    | 0                                                                       |                                                                         |

## Palmarès

### Club

#### Competizioni nazionali
- Nemzeti Bajnokság II: 1

Vasas: 2021-2022